# Paramicrixia insularis
Paramicrixia insularis är en insektsart som beskrevs av Synave 1958. Paramicrixia insularis ingår i släktet Paramicrixia och familjen Kinnaridae. Inga underarter finns listade i Catalogue of Life.